# Antic Col·legi dels Germans de la Salle (Tarragona)
L'antic Col·legi Internat dels Germans de les Escoles Cristianes o Edifici Universitat Rovira i Virgili és una obra noucentista amb elements neogòtics de Tarragona, protegida com a Bé Cultural d'Interès Local. De 1971 a 2009 era la seu de la Facultat de lletres de la Universitat Rovira i Virgili (URV). D'ençà és de titularitat municipal.

## Descripció
Edifici de planta baixa i quatre pisos. Construït amb fàbrica de totxo vist, amb la planta baixa i el cos central de pedra de mèdol. La cornisa superior també està feta de pedra i coberta de ceràmica amb pendent peraltat. El cos de l'edifici té un tractament totalment simètric, les finestres guarden proporció sensiblement quadrada. S'adapta a l'ordenança especial de la Plaça Imperial Tarraco.
Està concebut en el seu origen a través d'un eix perpendicular a la Plaça Imperial Tarraco i dues ales perpendiculars que el travessen. La composició ve determinada per la relació ple-buit. Les finestres destaquen perquè són fetes de carreus tipus rococó de les quals l'alçada decreix amb cada pis superior. Coberta de teula a dues aigües, seguint la corda de l'edifici.
A la planta quarta hi ha el Saló d'actes, realitzat el 1957 pel mateix arquitecte que va fer la resta de l'edifici.

## Història
L'edifici institucional, dissenyat el 1923 per l'arquitecte Josep Maria Pujol i de Barberà és important tant per la situació com pel seu desenvolupament.
El 1971 els Germans de la Salle es van traslladar a Sescelades i l'edifici va passar a la facultat de lletres de la URV. El comprà la Caixa d'Estalvis Provincial fins que fou adquirit per l'ajuntament el vint de juliol de 1981, servint d'aules de la Delegació Universitària. La capella va ser transformada en biblioteca, funció que va mantenir fins a 2009.
El 2024 hi havia una Oficina d’Estrangeria.